# Вероника решает умереть
«Веро́ника решает умереть» — один из наиболее известных романов бразильского писателя Пауло Коэльо.
Книга входит в серию «И в день седьмой…» вместе с другими двумя произведениями автора («На берегу Рио-Пьедра села я и заплакала», «Дьявол и сеньорита Прим»).

## Сюжет
Молодая 24-летняя девушка Вероника из Любляны, устав от скучной и рутинной жизни, решает покончить с собой, приняв слишком большую дозу снотворного. В ожидании действия таблеток она увидела статью в журнале под названием «Где находится Словения?» и решила написать ответ.
Но самоубийство девушки оказалось неудачным: врачи сумели спасти её, и теперь Вероника находится в Вилетте — словенской лечебнице для душевнобольных.
Первое время Веронику занимает лишь мысль о том, где можно найти таблетки, чтобы всё-таки довести свой план до конца. Девушка ищет способ покончить с собой, а в это время знакомится с другими обитателями Вилетте, которые открывают ей глаза на немного другой мир. Первой, с кем познакомилась Вероника, была Зедка, попавшая в больницу с хронической депрессией. Ещё один новый знакомый девушки — доктор Игорь. Именно он открывает Веронике страшную правду о том, что в результате попытки суицида сердце девушки сильно пострадало и ей осталось жить всего неделю.
Оказавшись там, она решает довести начатое до конца, но совсем скоро эта идея покидает Веронику, так как врачи говорят о проблеме с сердцем и скорой кончине девушки. Молодая особа вдруг осознает, что ей совсем не хочется умирать.
Узнав об этом Вероника понимает, что к ней вернулось желание жить, она уже не хочет умирать, она рада своей новой знакомой Мари, она влюблена в Эдуарда — другого пациента лечебницы, страдающего от шизофрении, но девушка сознает, что выбора у неё нет и решает прожить оставшиеся дни, как говорится, «на полную катушку».
Когда Веронике остается жить всего день или два, она вместе с Эдуардом сбегает из лечебницы, чтобы на свободе провести свои последние часы жизни.
В конце концов оказывается, что доктор Игорь специально убедил Веронику в скорой смерти, чтобы она поняла ценность жизни. На самом деле сердце девушки в порядке.

## Экранизации и использование названия
- В 2005 году в Японии также вышел на экраны фильм «Вероника решает умереть», режиссёром выступил Кей Хория (Kei Horie), который известен по таким работам, как «Кошмарная легенда района Сибуя» и «Повзрослей и воссияй». В главной роли — Ёко Маки (Yoko Maki).
- В 2009 году вышел фильм «Вероника решает умереть» в главной роли — Сара Мишель Геллар.
- Заглавие книги, кроме того, использовала в качестве названия для одного из своих альбомов датская дум-метал группа Saturnus.
- По мотивам произведения была создана песня «Saint Veronika» канадской панк-рок группы Billy Talent.

## Издания в России
В России книга была издана несколько раз в разных обложках и с разными переводами.
- В 2001 году впервые напечатана издательством Гелиос.
- В 2006 году книга переиздана издательством Гелиос.
- В 2008 году книга издана Аст Астрель в твердом и мягком переплетах.
- В 2008 году книга издана Аст Астрель в серии «Книга на все времена»
- В 2009 году книга напечатана издательствами Аст, Астрель, Харвест.
- В 2012 году книга издана Астрель в твердом переплете в серии «Зарубежная классика».

## Театральные постановки
- 2024 — спектакль «Вероника решает...» *  — Московский драматический театр «Модерн»